# Quasar variable optiquement violent

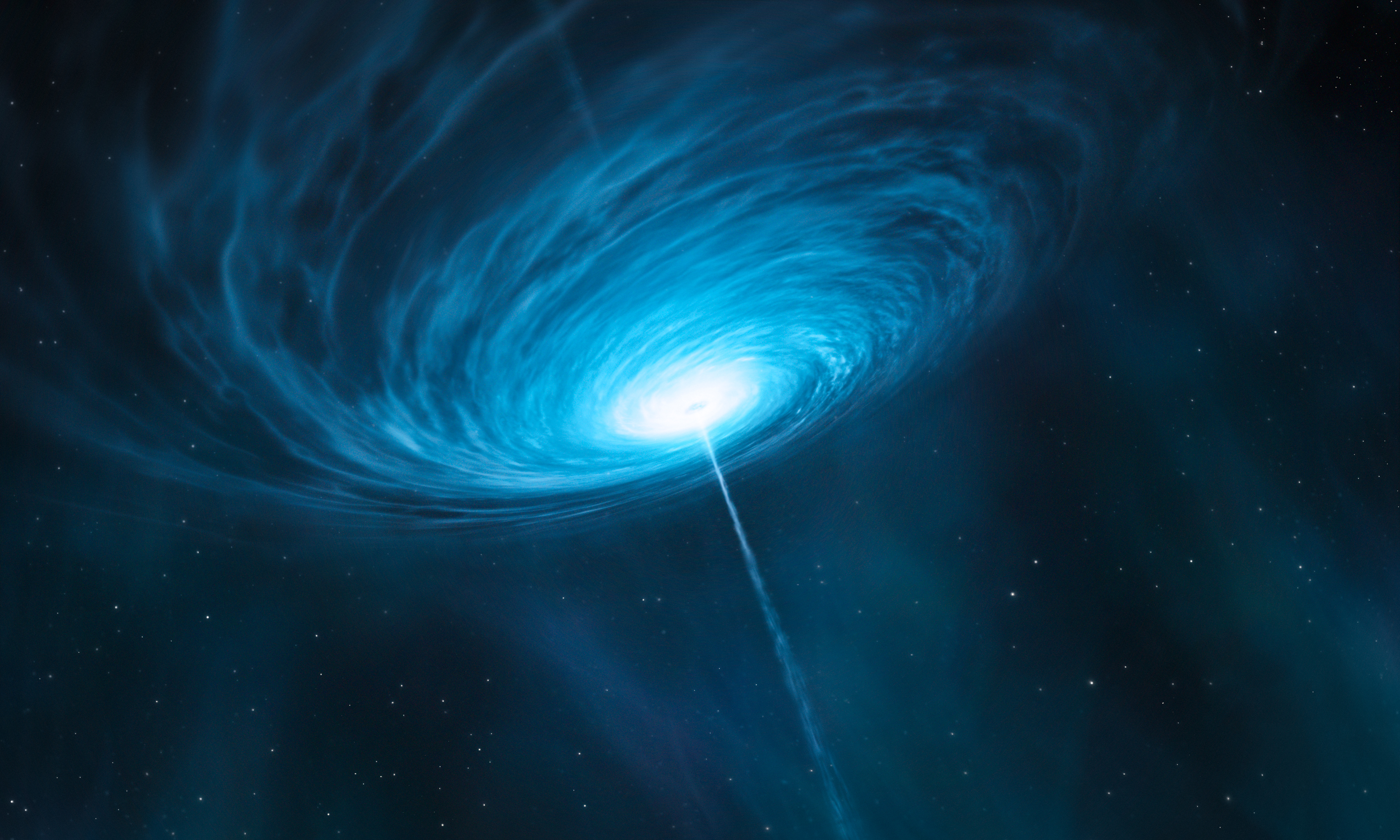
Vue d'artiste du quasar OVV 3C 279.

Quasar variable optiquement violent (Optically Violent Variable quasar en anglais que l'on abrège très souvent en quasar OVV) est un type quasar très variable,. C'est un sous-type de blazar qui se compose de quelques radiogalaxies rares et très lumineuses, dont la lumière visible peut varier de 50 % en une journée,. Les quasars OVV se sont essentiellement unifiés avec les quasars hautement polarisés (Highly Polarized Quasar), les quasars dont le cœur est particulièrement lumineux et les quasars à spectre radio plat, souvent nommée FSRQ en anglais (Flat Spectrum Radio Quasar). Différents termes sont utilisés, mais le terme FSRQ gagne en popularité, ce qui rend les autres termes archaïques.

## Exemples de quasars OVV
- 3C 273
- 3C 279
- S5 0014+81
- PKS 0537-441
- BL Lacertae
- AP Librae
- 3C 371